# Chalcoscirtus infimus
Espèce
Synonymes
- Callietherus infimus Simon, 1868
- Heliophanus atratus Thorell, 1875
- Chalcoscirtus insularis Denis, 1937
- Euophrys thorelli asiatica Charitonov, 1951
- Chalcoscirtus pauper Wesołowska, 1996

Chalcoscirtus infimus est une espèce d'araignées aranéomorphes de la famille des Salticidae.

## Distribution
Cette espèce se rencontre en Europe, en Afrique du Nord, au Moyen-Orient et en Asie centrale.

## Description
Le mâle syntype mesure 3 mm et la femelle syntype 3 mm.
Les mâles mesurent de 2,1 à 2,9 mm et les femelles de 2,5 à 3,3 mm.

## Systématique et taxinomie
Cette espèce a été décrite sous le protonyme Callietherus infimus par Simon en 1868. Elle est placée dans le genre Calliethera par Simon en 1876 puis dans le genre Chalcoscirtus par Bertkau en 1880.
Heliophanus atratus et Chalcoscirtus insularis ont été placées en synonymie par Wunderlich en 1980.
Euophrys thorelli asiatica et Chalcoscirtus pauper ont été placées en synonymie par Logunov et Marusik en 1999.

## Publication originale
- Simon, 1868 : « Monographie des espèces européennes de la famille des attides (Attidae Sundewall. - Saltigradae Latreille). » Annales de la Société Entomologique de France, sér. 4, vol. 8, p. 11-72 & 529-726 (texte intégral) & (texte intégral).